# ドラッグツーリズム

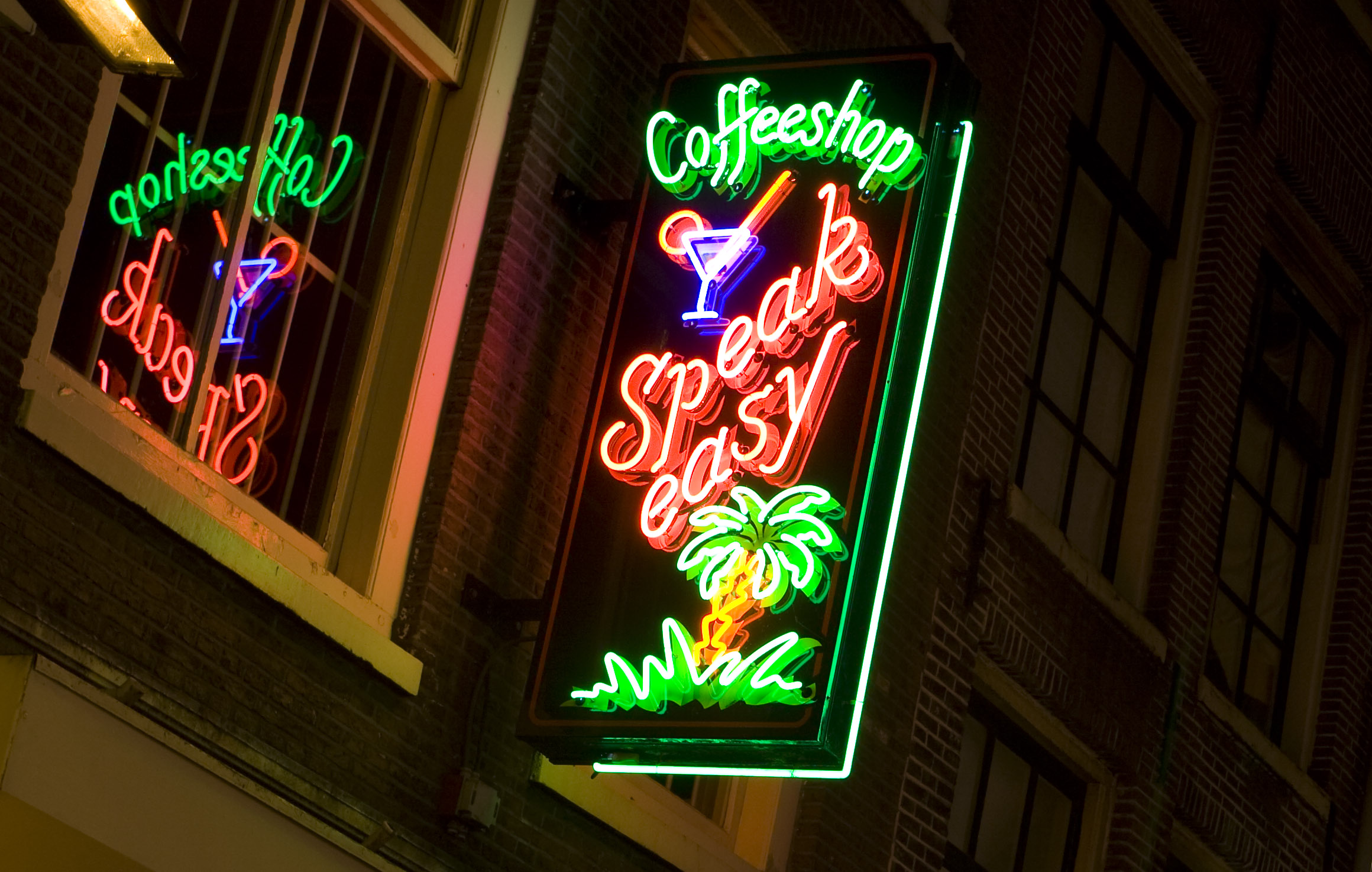
オランダ・アムステルダムでの、大麻を販売するコーヒーショップと呼ばれる店舗の看板

ドラッグツーリズム（Drug tourism）、自国の法律で禁止されている薬物を購入または使用する目的で行う旅行のことである。遊び目的であればドラッグツーリズムとみなされ、医療目的であればメディカルツーリズムとみなされることが多い。
その多くは旅行者の母国で禁止された薬物を含んでいるが、規制の緩い国ではほとんどの場合、酒類やタバコも容易に購入できるため、そちらに主眼をおいた旅行者もいる。母国でアルコールの摂取が禁止されている年齢の高校生や大学生が飲酒目的で行うこともあり、問題視されている。
禁止薬物を海外で使用することについて問題視する国は増えており、オランダではコーヒーショップへの海外旅行者の立ち入りを制限する法案が可決された。

## 目的地とされることの多い国
- オランダ
- モロッコ
- インド
- オーストラリア
- ペルー